# Hana Bradyová
Hana Bradyová (16. května 1931 Praha – 23. října 1944 Osvětim - Březinka) (v poněmčené formě Hanna Brady, též dívka, která se nevrátila) byla židovská dívka, která zahynula v koncentračním táboře v Osvětimi – Březince. Její památka se stala symbolem židovské perzekuce druhé světové války a 1,5 milionu obětí z řad židovských dětí.

## Život
Narodila se 16. května 1931 v Praze do rodiny sekulárních židovských maloobchodníků Karla a Markéty Bradyových, která žila v Novém Městě na Moravě. Měla o tři roky staršího bratra Jiřího. Ke konci roku 1940 byla Hanina matka zatčena gestapem a krátce vězněna v Jihlavě, poté převezena do ženského koncentračního tábora v Ravensbrücku. V září následujícího roku si gestapo přišlo i pro Hanina otce.
Poté, co ztratila oba rodiče, se jí a jejího bratra ujal strýc Ludvík, který pro svůj árijský původ nebyl terčem nacistických deportací (přesto však tím, že pomáhal Židům, značně riskoval). Dne 14. května 1942, krátce před jejími jedenáctými narozeninami, přišla Haně obsílka, že se musí dostavit do deportačního centra v Třebíči, odkud byla po čtyřech dnech čekání spolu se svým bratrem a ostatními transportována do terezínského ghetta.
V Hlavní pevnosti, v tzv. „dětském domově L410“ strávila další dva roky. Občas pomáhala s lehkými pracovními úkoly, navštěvovala tamní lekce šití. Z tehdejšího období se po ní zachovalo 5 kreseb (viz dále). Později, kdy byly v ghettu povoleny vycházky, se mohla stýkat se svým bratrem, ke kterému se ještě více přimkla.
Dne 23. října 1944 byla transportována do koncentračního tábora v Osvětimi - Březince. Jeden z důstojníků (podle Jiřího Bradyho přímo doktor Mengele) jí při rozřazování určil stranu, která končila v plynových komorách (její smrt v den příjezdu potvrdily i některé z Haniných spoluvězeňkyň, které Osvětim přežily). Její bratr Osvětim přežil a později pomohl dát dohromady detaily ze života své sestry.

## Hanin kufřík

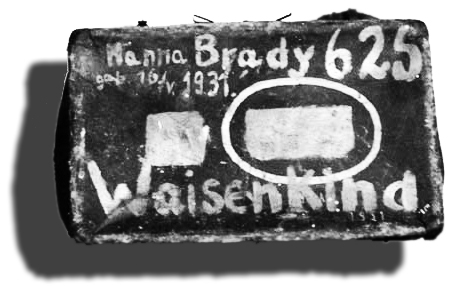
Kufřík Hany Bradyové s popisem na fotografii z Osvětimi

V roce 1999, kdy se v Japonsku o holocaustu příliš nemluvilo, byla v Tokiu zorganizována beseda na toto téma; ta iniciovala vznik hnutí (převážně dětí) s cílem nezapomenout na hrůzy druhé světové války, nazvaného Mladá křídla. Ke konci roku 2000 byl jako jedna z památek muzea holocaustu z Osvětimi do Tokia přivezen právě kufřík Hany Bradyové s popisem (její jméno, datum narození atd.); později se podařilo vypátrat i pět obrázků, které namalovala v Terezíně. Ředitelka muzea, Fumiko Išioka (石岡史子), se rozhodla zjistit příběh majitelky tohoto kufříku. Průběh jejího téměř ročního pátrání sepsala producentka Karen Levine v knize Hanin kufřík - Příběh dívky, která se nevrátila.
Anotace knihy „Hanin kufřík“ od Karen Levineové: „Příběh sourozenců Hanky a Jiřího Bradyových, kteří se po deportaci rodičů rázem octli sami v Novém Městě na Moravě. Ovšem po několika měsících i je – desetileté židovské děti odvezli do terezínského ghetta. Jiří nakonec díky mnoha šťastným náhodám válku přežil, v osmačtyřicátém před komunisty utekl do Kanady, kde se postupem času vypracoval na respektovaného podnikatele. Až desítky let po válce ho kontaktovala Fumiko Išioka, zakladatelka tokijského centra pro zkoumání holocaustu, která pátrala po původu kufru se jménem Hanna. Ta po několika letech pátrání našla Jiřího a zrekonstruovala i osud jeho mladší sestry.“
Po několika letech dcera Jiřího Bradyho, Lara Brady, zjistila, že kufřík, který byl mezitím vystavován po celém světě, zřejmě není pravý. Vypadal trochu jinak a především výrazně zachovaleji, než na fotkách, které dodalo muzeum v Osvětimi. Na přímý dotaz pak ředitelství muzea odpovědělo, že Hanin kufřík byl mezi předměty zničenými v roce 1984 při požáru výstavy v anglickém Birminghamu. Na základě inventárních fotografií pak byla vyrobena replika (na nový podobný kufr byly namalovány shodné nápisy), kterou muzeum později zapůjčilo do Japonska.